# Kür (ridsport)
För andra betydelser, se Kür (olika betydelser).

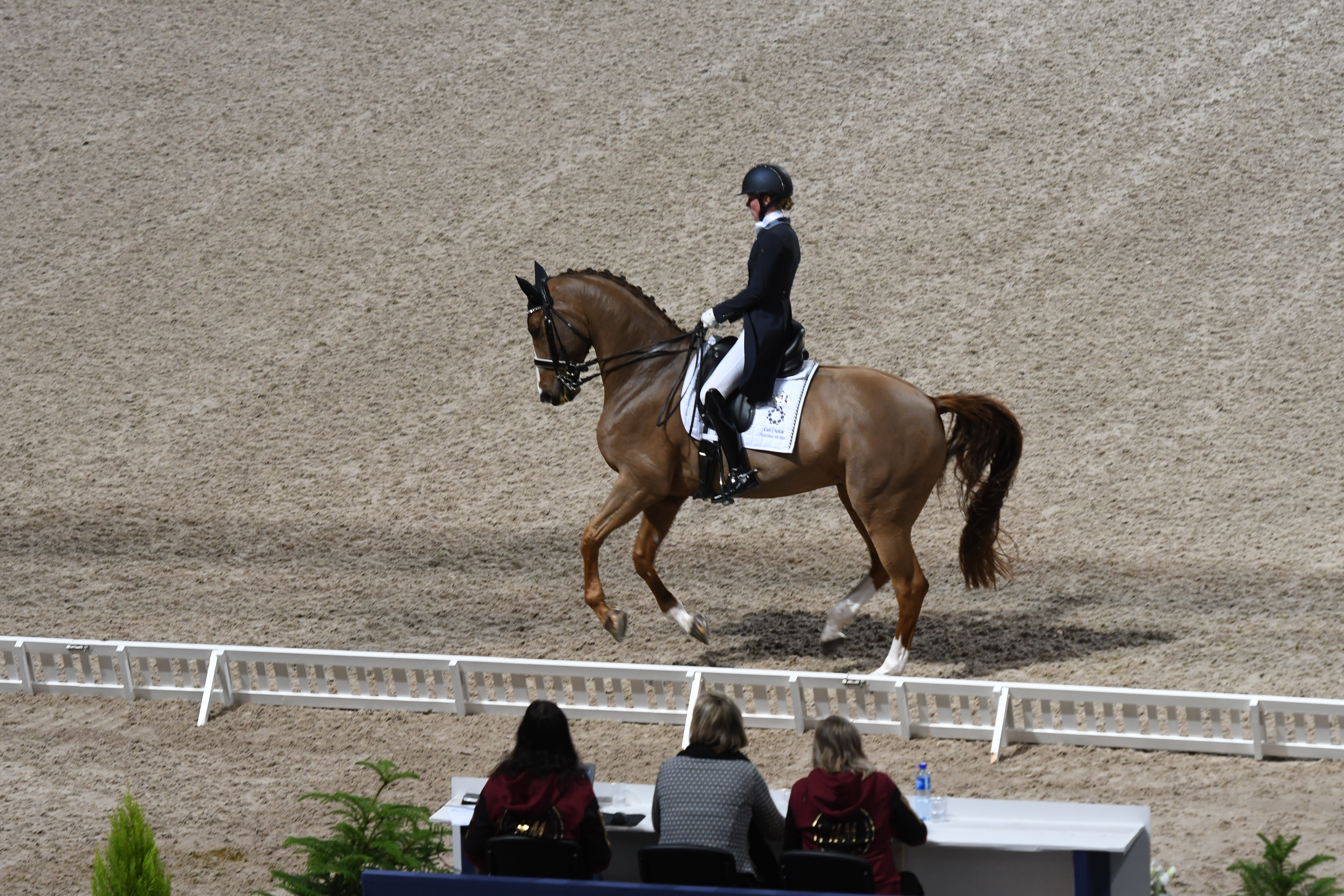
Anna Österberg och hästen Rolecz i kür vid Sweden International Horse Show 2018.

En kür är ett annat namn på det fria programmet i voltige. Küren är tidsbegränsad till en minut för individuella och fyra minuter för lag. En individuell tävlande ska genomföra minst sju övningar under sin kür för att inte få avdrag. Ett lag kan vara A-, B-, eller C-lag beroende på hur framgångsrikt det varit på tävlingar. A- och B-lag får ha tre voltigörer på hästen samtidigt, medan C-lag får ha två. För A- och B-lag gäller dock att minst två av voltigörerna vidrör hästen och alltså endast en får lyftas upp i taget.
Inom dressyrridning  förekommer så kallade kürprogram där ryttaren skall rida ett egenkomponerat program till egenvald musik med utvalda rörelser.